# Quilapayún
Quilapayún  (ісп. вимова: [kilapaˈʝun])  —  музичний фолк-гурт з Чіли.
Один з найстаріших і найвливіовіших представників музичного руху Nueva canción. Сформований в середині 1960-х років, гурт став нерозривний з революцією, що сталася в популярній музиці країни при уряді Сальвадора Альєнде. Саме вони є першими виконавцями пісні El pueblo unido jamás será vencido. Після повалення Альєнде і захоплення влади військовою хунтою на чолі з Піночетом, музиканти стали одним з рупорів протесту проти диктатури. З моменту свого утворення і за п'ятдесят з гаком років своєї історії як в Чилі, так і протягом тривалого періоду вигнання до Франції група зазнала змін в своєму складі, а також в предмета та змісту своєї творчості. непорозуміння про непримиренні суперечності нинішнього і колишнього директорів колективу призвело до поділу на дві різні групи - в Чилі (Quilapayún-Histórico) і у Франції (Quilapayún-France).

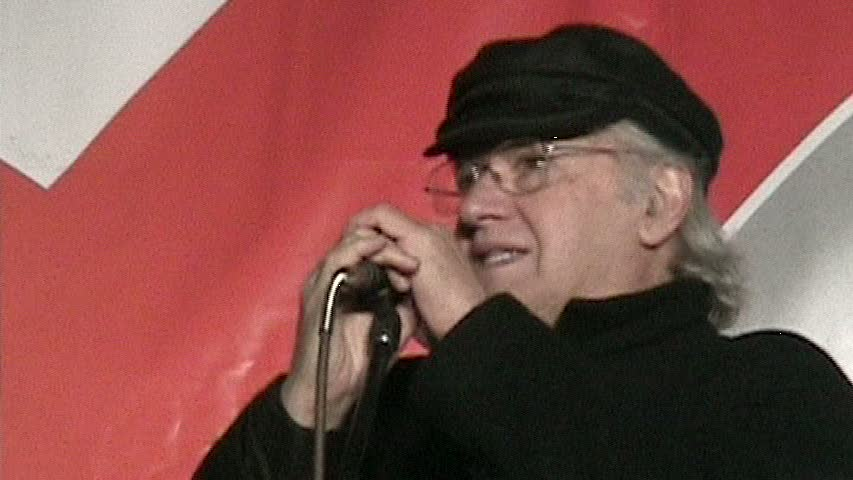
Едуардо Карраско - один із засновників групи, її директор з 1969 по 1989 рік

## Дискография
- Quilapayún (1966)
- Canciones folklóricas de América (1967) (спільно з Віктором Харою
- X Vietnam (1968)
- Quilapayún Tres (1968)
- Basta (1969)
- Quilapayún Cuatro (1970)
- Cantata Santa María de Iquique (1970) (спільно з Ектором Дювошелем)
- Vivir como él (1971)
- Quilapayún Cinco (1972)
- La Fragua (1973)
- El pueblo unido jamás será vencido (Yhtenäistä Kansaa Ei Voi) (1974)
- El Pueblo Unido Jamás Será Vencido (1975)
- Adelante (1975)
- Patria (1976)
- La marche et le drapeau (1977)
- Hart voor Chili  (1977)
- Cantata Santa María de Iquique (1978)
- Umbral (1979)
- Darle al otoño un golpe de ventana... (1980)
- La revolución y las estrellas (1982)
- Tralalí Tralalá (1984)
- Survarío (1987)
- Los tres tiempos de América (1988) (спільно з Паломою Сан-Басиліо)
- Latitudes  (1992)
- Al horizonte (1999)
- Siempre  (2007)
- Solistas (2009)
- Encuentros (2013)